# Arcadia, Kalifornija
Arcadia je grad u američkoj saveznoj državi Kalifornija. Prema popisu stanovništva iz 2010. u njemu je živjelo 56,364 stanovnika.